# Calliostomatinae
Calliostomatinae zijn een onderfamilie van weekdieren uit de klasse van de Gastropoda (slakken).

## Geslachten
- Akoya Habe, 1961
- Astele Swainson, 1855
- Bathyfautor B. A. Marshall, 1995
- Benthastelena Iredale, 1936
- Calliostoma Swainson, 1840
- Carinator Ikebe, 1942 †
- Coralastele Iredale, 1930
- Dactylastele B. A. Marshall, 1995
- Fautor Iredale, 1924
- Laetifautor Iredale, 1929
- Maurea Oliver, 1926
- Neocalliostoma Castellanos & Fernandez, 1976
- Omphalotukaia Yoshida, 1948
- Otukaia Ikebe, 1942
- Photinastoma Powell, 1951
- Photinula H. Adams & A. Adams, 1854
- Sinutor Cotton & Godfrey, 1935
- Tristichotrochus Ikebe, 1942
- Venustas R. S. Allan, 1926 †
- Venustatrochus Powell, 1951

### Taxon inquirendum
- Dymares Schwengel, 1942